# Анне Кюлленен
Анне Кюлленен (фін. Anne Kyllönen, 30 листопада 1987) — фінська лижниця, оліпмпійська медалістка. 
Срібну олімпійську медаль Кюлленен виборола на Іграх 2014 року в Сочі в складі збірної Фінляндії в естафеті 4х5 км. 

## Зовнішні посилання
- Досьє на сайті FIS [Архівовано 30 січня 2018 у Wayback Machine.]